# Tim Young
Timothy Aaron Young, detto Tim (Santa Cruz, 6 febbraio 1976), è un ex cestista statunitense, professionista nella NBA, in Polonia e in Spagna.

## Carriera
È stato selezionato dai Golden State Warriors al secondo giro del Draft NBA 1999 (56ª scelta assoluta).